# Конзола
Вижте пояснителната страница за други значения на Конзола.
Конзола (на френски: console) или също подпора, корбел (на английски: corbel) в архитектурата обозначава носещ елемент, представляващ издатина на стена, имащ конструктивно и декоративно значение. Обикновено конзолата служи като поддържащ елемент, върху който се поставят други компоненти, като корнизи, ребра на сводове, дъги, арки, фигури, колони, пиластри, балкони, еркери, греди, плочи или фермови конструкции. Конзолата е закрепена неподвижно (запъната) само в единия си край, а другият е свободен. Тя предава напречното натоварване, предизвиквайки в опората въртящ момент и сила на срязване. Конзолата е статически определима конструкция.
Конзолите се използват широко в строителството, например при балкони, кули, комини и други. Особено по исторически сгради конзолите са били използвани чисто като елемент от дизайна.

## Конзоли в архитектурата
Конзолите в архитектурата често са елемент на дизайна в допълнение към функцията им като поддържащ елемент. Като правило те са изработени от самороден камък или зидария. В доста редки случаи те могат да бъдат изработени и от дърво или метал, а като декоративна работа също от изпечена глина, гипс и др.
Конзолите често са украсени с орнаменти или фигури. В романската архитектура често им се придават човешки гримаси, неприлични жестове и т. н., които от една страна могат да имат предпазващо от демони и беди (апотропеично) значение, но от друга страна могат да се разбират и като дролерия или закачка от страна на занаятчиите спрямо стопанина на строежа. От късния ренесанс нататък те често са проектирани като волути.

## Конзоли в конструкционното инженерство
Конзолите се използват като носещи елементи по-специално във високото (надземно) строителство, в строежа на промишлени халета на фабрики, както и в инженерни конструкции, за да се отведат умишлено тежести в посока на подпорите или стените. Типични приложения за конзоли са например опора за релси на мостови кранове в халета и свързването на готови бетонни части.
В някои случаи конзолите са проектирани като конзолни греди, които също могат да бъдат направени от дърво, но се използват най-вече стомана и стоманобетон.

## Конзоли в домакинската техника
Конзолите се използват в домакинската техника, например за поддържане на тръби, кабели, устройства или машини от всякакъв вид; по-специално те са хоризонтални носещи елементи, които от едната си страна за закачени на друг вертикален елемент.